# Predazione
La predazione è un tipo di interazione in cui un organismo usa come fonte di cibo un altro organismo di specie differente. Si parla di prede sia in campo animale sia in campo vegetale. Grazie alla predazione, i predatori riescono a ricoprire un ruolo fondamentale nella catena alimentare, tenendo sotto controllo la popolazione delle prede e favorendo la spinta evolutiva, portando allo sviluppo di adattamenti antipredatori.

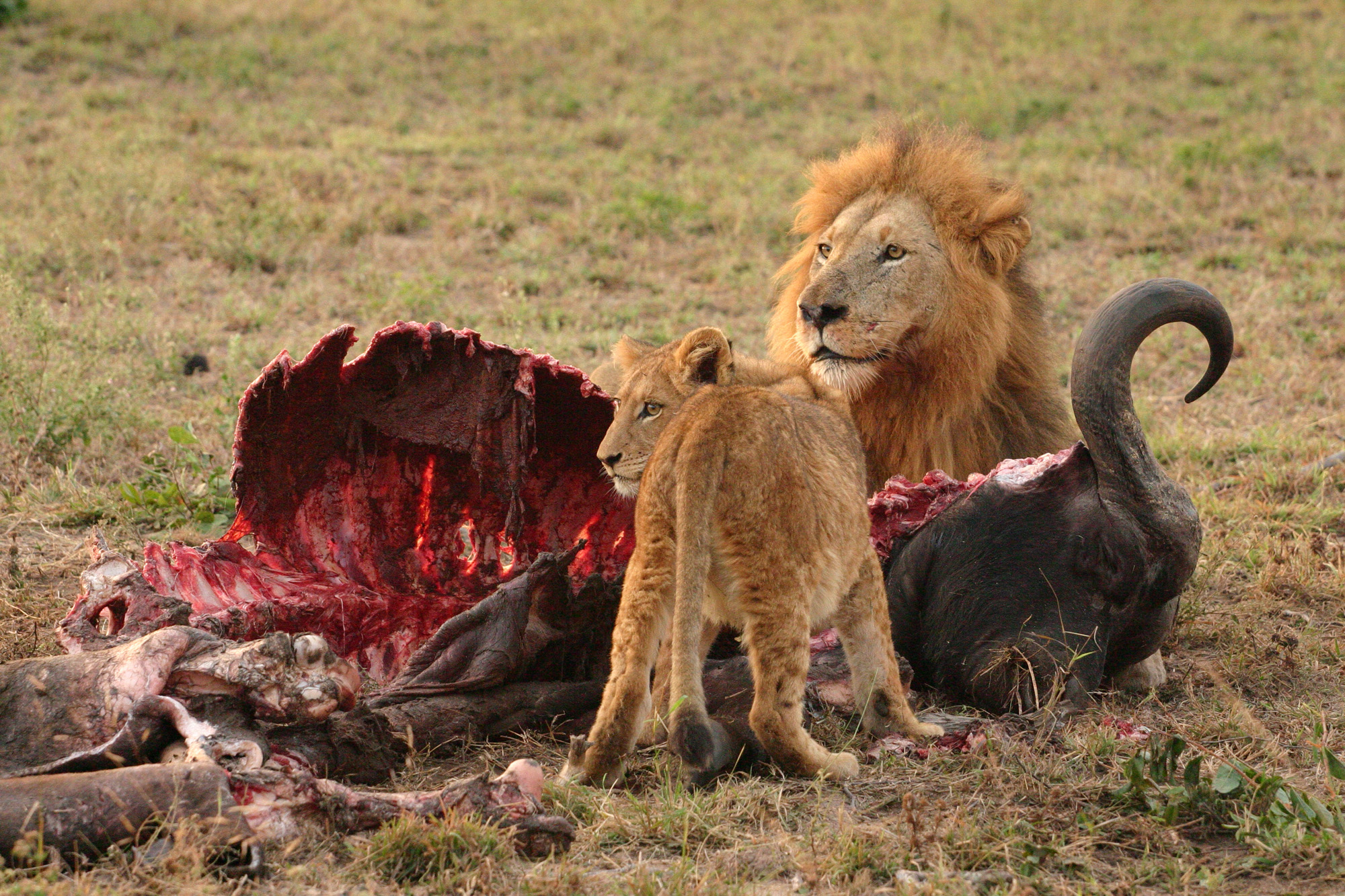
Due leoni mentre consumano un pasto

## Classificazione
I predatori possono essere classificati, sia per il tipo di cibo consumato (classificazione per livelli trofici), sia per le modalità di accesso alle risorse nutritive (classificazione funzionale).

### Classificazione per livelli trofici
La classificazione per livelli trofici si basa sul concetto di catena alimentare. I principali tipi di catena alimentare sono quelle dei predatori, dei parassiti e quella dei saprofiti. Per quanto riguarda la catena dei predatori, essa vede alla sua base degli organismi produttori, capaci di procurarsi il nutrimento attraverso la trasformazione delle sostanze inorganiche o dall'assorbimento dell'energia solare. Essi sono la fonte nutritiva dei consumatori primari, gli erbivori; coloro che si nutrono di altri animali sono i consumatori secondari. I consumatori secondari sono detti carnivori. Sopra i consumatori secondari ci possono essere dei consumatori terziari, che si nutrono di altri carnivori, e così via. Tuttavia, dato che l'apporto energetico che viene passato ai livelli successivi è via via minore, questa gerarchia predatoria deve essere limitata e raramente si raggiunge il quinto o il sesto livello. Per come è formata, vi sarà un predatore che si posizionerà in cima alla catena alimentare; sono i cosiddetti predatori primari, o predatori assoluti.

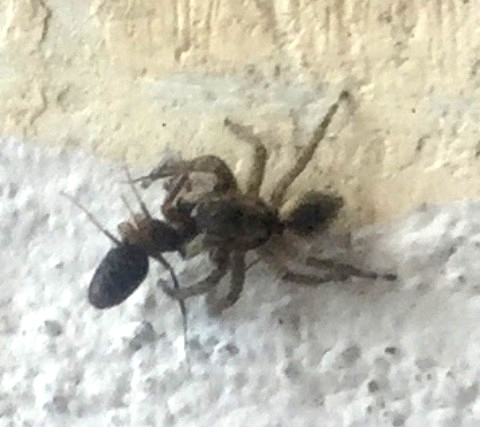
Un ragno trasporta una formica morta

Anche se un predatore primario si trova in testa alla catena alimentare è possibile che, togliendolo dal suo ecosistema e spostandolo in un altro, esso perda la sua posizione predominante e possa passare da predatore a preda. Per il solito principio è possibile che un organismo che tipicamente si classifica come preda, possa divenire un predatore primario, se viene posto in un ambiente diverso. Molti organismi (primo fra tutti l'uomo) possono nutrirsi attingendo a più livelli della catena alimentare, rendendo la classificazione problematica. Gli organismi che si comportano sia da carnivori, sia da erbivori, sono detti onnivori. Esistono inoltre i saprofiti, organismi che si nutrono di materia organica animale o vegetale in avanzato stato di decomposizione. L'esistenza delle relazioni alimentari fra i vari gruppi di organismi appartenenti alla stessa catena alimentare fa sì che una specie animale non possa aumentare indefinitivamente di numero a spese di un'altra: si stabilisce cioè un equilibrio biologico fra gli organismi che abitano uno stesso ambiente.

### Classificazione funzionale
Questo sistema ha lo scopo di classificare i predatori in base al modo in cui ottengono le risorse nutritive e la naturale interazione tra preda e predatore. Secondo questo tipo di classificazione, si vengono a formare quattro gruppi di predatori:

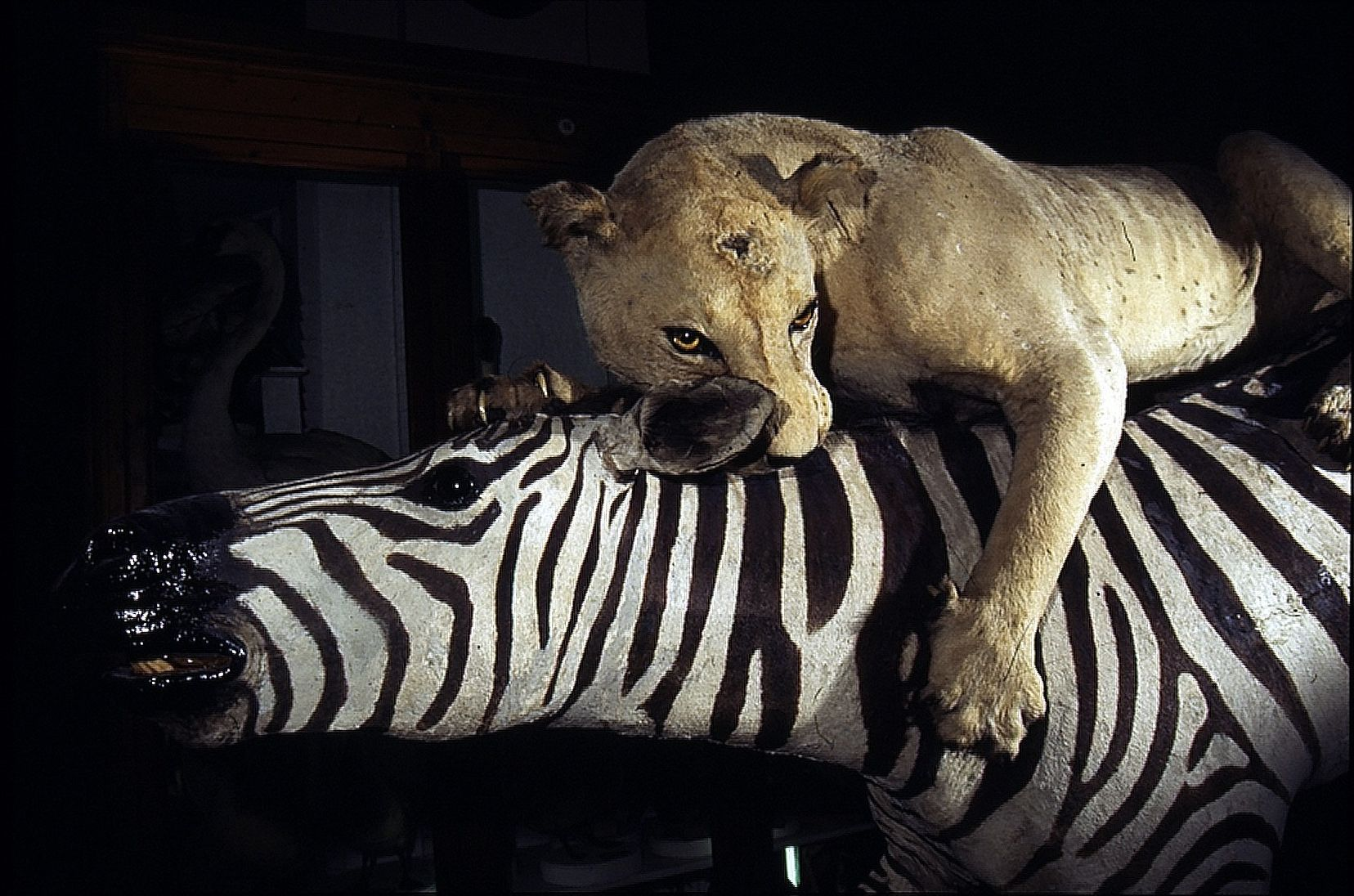
Zebra assalita da leonessa, preparazione tassidermica della raccolta Franchetti esposta ai Musei Civici di Reggio Emilia

Predatori veri: coloro che uccidono la loro preda con lo scopo di cibarsene. Questi tipi di predatori possono cacciare attivamente la preda, o camuffarsi con l'ambiente, in attesa del momento propizio per attaccare. Molti predatori tendono a sbranare la preda, come il leone o il leopardo; altri, come alcuni tipi di serpente, la mangiano intera. Vi sono inoltre alcuni tipi di predatori che, per rendere inoffensive le loro prede, iniettano loro del veleno. In molti casi, come per il serpente a sonagli o alcuni tipi di ragno, il veleno riveste una certa importanza anche nella fase di digestione. In altri casi, le prede muoiono direttamente nella bocca, o nell'apparato digerente dell'organismo predatore, come avviene ad esempio al plancton ingerito dai cetacei.
Pascolatori: tra i pascolatori rientrano tutti i consumatori mobili di prede vegetali o di organismi sessili marini, come i briozoi. Gli organismi pascolatori possono uccidere la loro preda, ma questo è un caso molto raro, che si può ritrovare nella consumazione del fitoplancton da parte dello zooplancton. Solitamente i pascolatori si nutrono di piante; il bestiame potrebbe estrarre le radici dall'erba, ma solitamente la pianta viene mangiata nella parte alta, permettendole di ricrescere.
Parassiti: con parassita si può identificare un organismo che durante una parte o la totalità della sua esistenza vive a spese di un altro, danneggiandolo senza procurarne la morte immediata durante il contatto diretto. Possono variare dal macroscopico vischio, un parassita delle piante, fino ai parassiti microscopici come il colera. Alcuni parassiti sono spesso difficilmente distinguibili dai pascolatori, tanto che degli organismi fitofagi possono essere considerati parassitari (come molti insetti che vengono considerati parassiti delle piante). Le loro abitudini alimentari sono simili sotto molti punti di vista, tuttavia essi si differenziano per la stretta associazione che hanno con i loro organismi ospiti. Spesso si possono formare dei rapporti di parassitismo molto forti, tanto che gli ospiti possono avere un solo organismo parrassita che li accompagna per tutta la vita.
Parassitoidi: gli organismi parassitoidi sono organismi che vivono sul o nel loro ospite e traggono nutrimento direttamente da lui. Hanno un comportamento da una parte simile ai parassiti e dall'altra ai carnivori, in quanto il loro ospite non muore subito ma viene lentamente consumato, al fine di permettere la sopravvivenza del parassitoide. Diversamente dai parassiti, quindi, il destino dei loro ospiti è, inevitabilmente, la morte. Un esempio di organismo parassitoide è dato dalla vespa icneumone. Essa depone le sue uova all'interno di un'altra specie. Le sue larve si nutrono dell'ospite dall'interno, non provocando grandi danni inizialmente, ma a lungo andare divorano gli organi interni, fino a portare alla distruzione del sistema nervoso e, successivamente, alla morte della preda, che avverrà quando le larve avranno raggiunto la piena maturazione.

### Grado di specializzazione
Alcuni predatori sviluppano un alto grado di specializzazione, che li porta a cacciare una singola specie di preda. Altri sono più opportunisti e possono mangiare qualunque cosa. I predatori che sviluppano una specializzazione nei confronti di una determinata preda sviluppano delle strategie che li facilitano nella caccia. Allo stesso modo le prede sviluppano dei metodi per sfuggire con più facilità ai predatori naturali. In questo modo viene indirettamente mantenuto l'equilibrio tra la popolazione che caccia e quella che viene cacciata. Alcuni predatori si specializzano in una classe di prede, piuttosto che in una singola specie. In questo modo possono cambiare tipo di prede, quando il bersaglio preferito è estremamente scarso, permettendo alla specie predata abitualmente di incrementare la popolazione.

## Ruolo ecologico
Il ruolo ecologico dei predatori è notevole, in quanto grazie a essi si riesce a mantenere la biodiversità, prevenendo il fatto che una singola specie diventi dominante. Molti predatori sono conosciuti come specie chiave e riescono a mantenere in equilibrio un particolare ecosistema. Introducendo o rimuovendo questi predatori, si causa una variazione negli equilibri e nella densità di popolazione, che può portare a gravi squilibri.

## Adattamenti e comportamento
La predazione può essere sintetizzata in un massimo di quattro fasi: la ricerca della preda, l'attacco, la cattura e infine la consumazione. La relazione che si viene a creare tra preda e predatore è ovviamente a vantaggio di quest'ultimo. Tuttavia, spesso la predazione porta dei notevoli vantaggi evolutivi nelle specie predate, massimizzando la loro possibilità di nutrimento e facendo sì che abbiano maggiori possibilità di sopravvivere all'attacco di un predatore. Un esempio di questi adattamenti è il camuffamento, meccanismo per cui gli organismi hanno un aspetto che li aiuta a nascondersi nell'ambiente circostante. Il camuffamento non consiste solo nei colori, ma anche nella forma in cui si presenta l'organismo. 

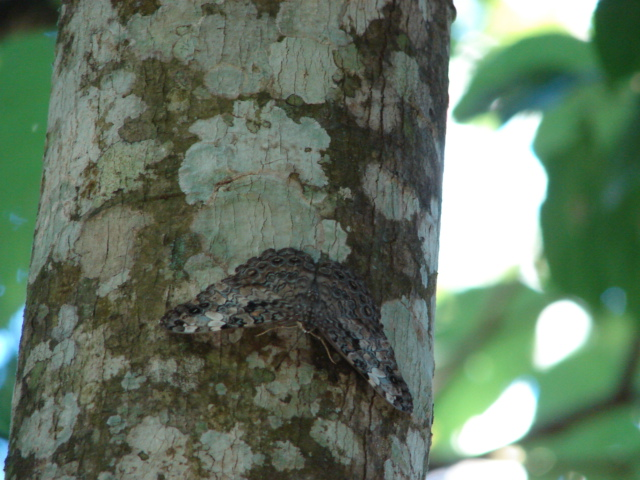
Camuffamento di una farfalla

Un'altra forma di adattamento è visibile nel mimetismo, fenomeno per cui un organismo si mostra simile a un'altra specie. Un esempio tipico è quello di Eristalis tenax, le cui sembianze sono simili a quelle della comune ape domestica. Questo tipo di mimetismo, che viene utilizzato esclusivamente come difesa dai predatori, viene chiamato mimetismo batesiano.

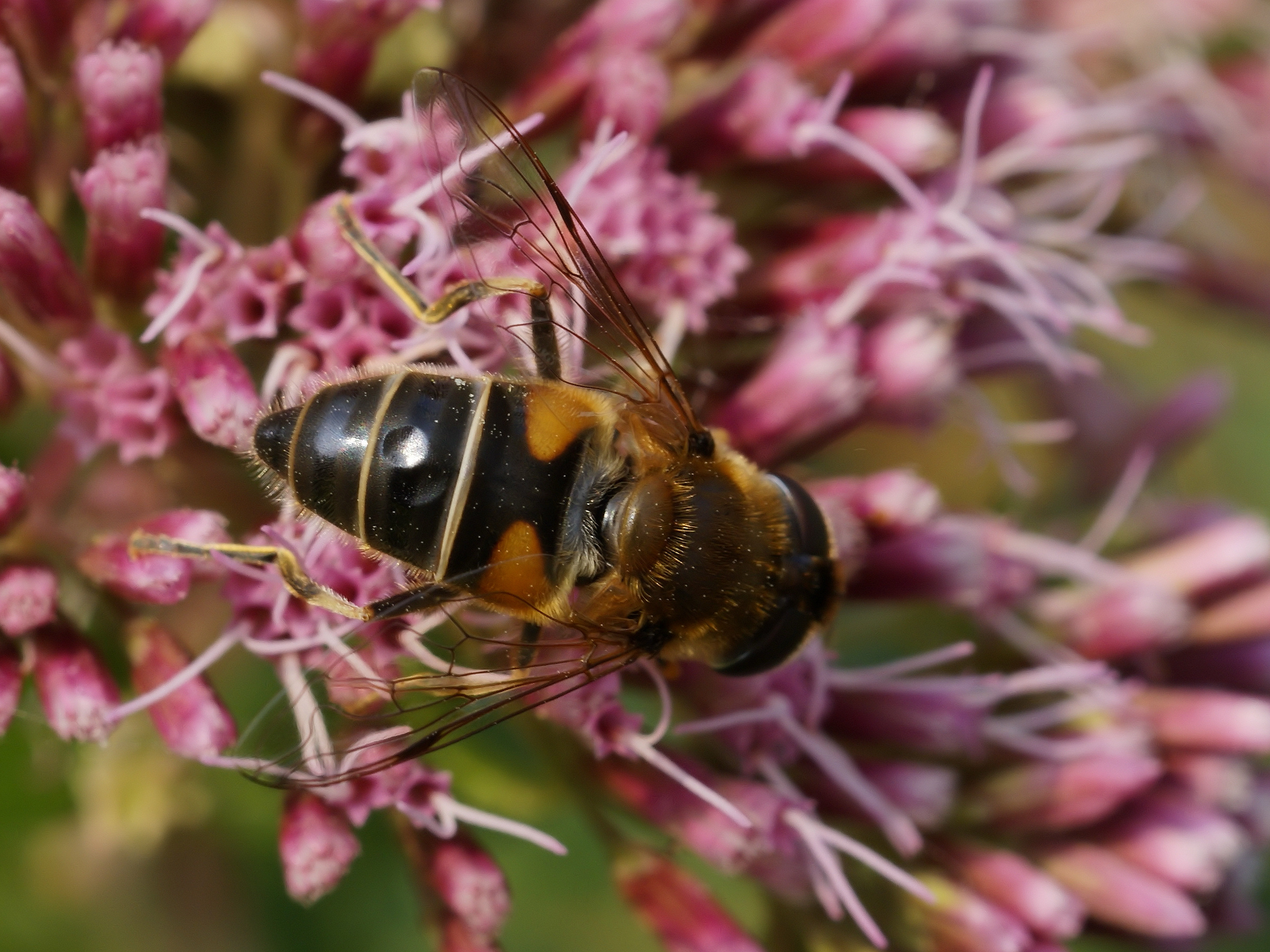
Grazie al mimetismo, lEristalis tenax viene spesso scambiata per un'ape domestica

Tuttavia, alcuni predatori possono ricorrere a una forma di mimetismo per poter avvicinare le prede. Le lucciole femmine del genere Photuris, ad esempio, copiano i segnali luminosi delle altre specie e li sfruttano per attrarre a sé le prede.
L'aposematismo è una forma di difesa completamente opposta al mimetismo. Gli animali che sfruttano questo accorgimento sono caratterizzati da colori sgargianti su una parte più o meno estesa del corpo, in modo che siano facilmente riconoscibili da possibili predatori. Spesso gli animali aposematici sono velenosi, o semplicemente dotati di un sapore sgradevole. È proprio la particolarità dei colori che lo caratterizzano che fa allontanare il predatore, facendolo temere per la sua incolumità.

### I predatori
Quando la predazione ha successo, essa porta un guadagno energetico. Tuttavia la caccia riduce inevitabilmente le risorse energetiche del predatore ed è per questo che solitamente i predatori decidono di non attaccare, fintanto che i costi in termini energetici supererebbero i benefici. La caccia di gruppo permette ai predatori come leoni, iene, lupi e piranha, di nutrirsi in maniera efficace, riducendo le energie dissipate durante la caccia. Un altro tipo di selezione predatoria è quella che porta i predatori a cacciare preferibilmente prede di una certa taglia, escludendo le altre. Le prede troppo grandi sarebbero troppo difficili da catturare, quelle troppo piccole non garantirebbero il giusto apporto energetico.
Questa forma di predazione è strettamente correlata con la taglia del predatore e delle sue possibili prede. In questo modo gli elefanti adulti saranno evitati dai leoni, sebbene i piccoli rappresentino una preda vulnerabile. Si è inoltre potuto vedere che, spesso, alcuni animali domestici in cattività possono effettuare una distinzione tra gli animali che coabitano nella stessa area umana rispetto ad animali selvatici che sono fuori dalla loro area, e che possono essere considerati prede. Questo può portare a una sorta di convivenza pacifica tra due specie normalmente legate dal rapporto predatore-preda. Questo genere di comportamento tende a spiegarsi attraverso una serie di vantaggi reciproci, o per la paura della reazione dei padroni.

### Adattamenti anti-predatore
Aggressione
Spesso gli animali predatori utilizzano le loro abituali forme d'attacco, come difesa da eventuali predatori. L'elettroforo o anguilla elettrica usa la corrente elettrica sia per uccidere le sue prede, sia per tenere lontani i predatori, facendo sì che preferiscano altri bersagli. Molti animali che non sono predatori veri, inoltre, sviluppano delle forme di difesa, per cercare di resistere all'attacco dei loro predatori naturali. Le zebre, ad esempio, possono sferrare potenti calci che possono arrivare a uccidere chi ne viene colpito, mentre altri animali ricorrono ad attacchi con zanne o corna.
Mobbing
Il mobbing consiste in una sorta di attacco di gruppo nei confronti di un predatore. Il mobbing è un comportamento tipico degli uccelli, anche se può essere visto in varie specie animali. Di solito il primo uccello che avvista il predatore, lancia un grido di allarme, detto mobbing-call. Gli uccelli sono in questo modo richiamati e avvertiti della presenza del predatore, che quindi non ha più la possibilità di agire di sorpresa, dopodiché il gruppo comincia ad attaccarlo e molestarlo con vocalizzazioni e attacchi diretti, con lo scopo di distrarlo e confonderlo. Tuttavia gli attacchi diretti sono molto rari. È possibile che uccelli, anche di specie differenti, rispondano al mobbing-call. Il mobbing-call, oltre a richiamare gli altri uccelli, mette in una posizione di svantaggio l'esecutore del richiamo, facendo sì che sia notato dal predatore e quindi diventi una possibile preda. Nonostante tutto i vantaggi del mobbing sono notevoli e vanno dalla possibilità di salvaguardare i nidi, attirando l'attenzione su un singolo individuo, all'effettiva protezione dai predatori, intimoriti da questa forma di attacco di massa.
Avvertimenti

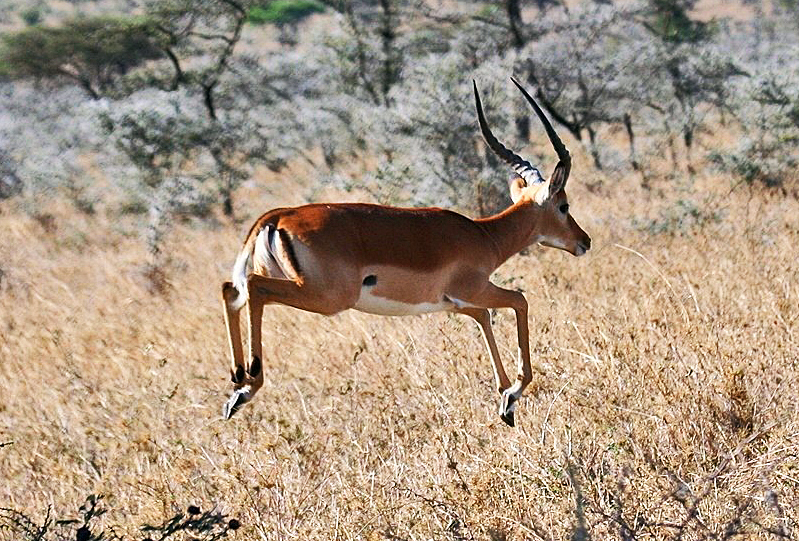
Attraverso lo stotting, la gazzella avverte il predatore di essersi accorta della sua presenza

Gli avvertimenti servono per demotivare il predatore ad attaccare la preda. Quando le gazzelle vedono un possibile predatore, cominciano a correre lentamente compiendo ampi salti, effettuando quello che viene chiamato stotting. Così facendo comunicano al predatore che è stato avvistato, e che le sue possibilità di successo sono diminuite. I predatori quindi, rinunciano spesso alla caccia, avendo capito che da quel momento essa non è più redditizia.

## Dinamiche della popolazione
In natura si viene a creare un equilibrio tra le prede e i predatori. Questo equilibrio tende a non far aumentare troppo il numero delle prede e dei predatori. Quando il numero delle prede è grande, anche la popolazione dei predatori sarà altrettanto grande. Viceversa quando la popolazione delle prede è bassa, i predatori, che non riescono più a reperire il necessario nutrimento, tenderanno a calare di numero. Le popolazioni sia delle prede sia dei predatori, subiscono quindi una serie di fluttuazioni nelle proprie densità. In altre parole, se il numero delle prede aumenta, dopo un certo tempo aumenterà anche il numero dei predatori. Ma un grande numero di predatori finirà sicuramente per ridimensionare il numero delle prede, che quindi tenderà a ridursi. Questo porterà, dopo un certo intervallo, alla riduzione dei predatori stessi.
Questo meccanismo di regolazione impedisce alle popolazioni di prede di diventare troppo numerose. Inoltre favorisce la selezione naturale eliminando le prede più deboli e i predatori meno abili, quindi i soggetti geneticamente meno adatti. Per un predatore mangiare una preda comporta una diminuzione della capacità portante dell'ambiente e quindi una diminuzione della prospettiva di vita del predatore. Per questo ci devono essere dei legami tra i predatori e la quantità di prede che si trovano in un dato ambiente. Le dinamiche di popolazione delle interazioni preda-predatore, possono essere modellate utilizzando le equazioni di Lotka-Volterra, un modello matematico che descrive l'equilibrio ciclico delle due popolazioni. Un predatore specializzato dovrà, in base al ruolo che ricopre nella catena alimentare, essere molto meno numeroso rispetto alla sua preda specifica, al fine di mantenere l'equilibrio.

## Galleria d'immagini

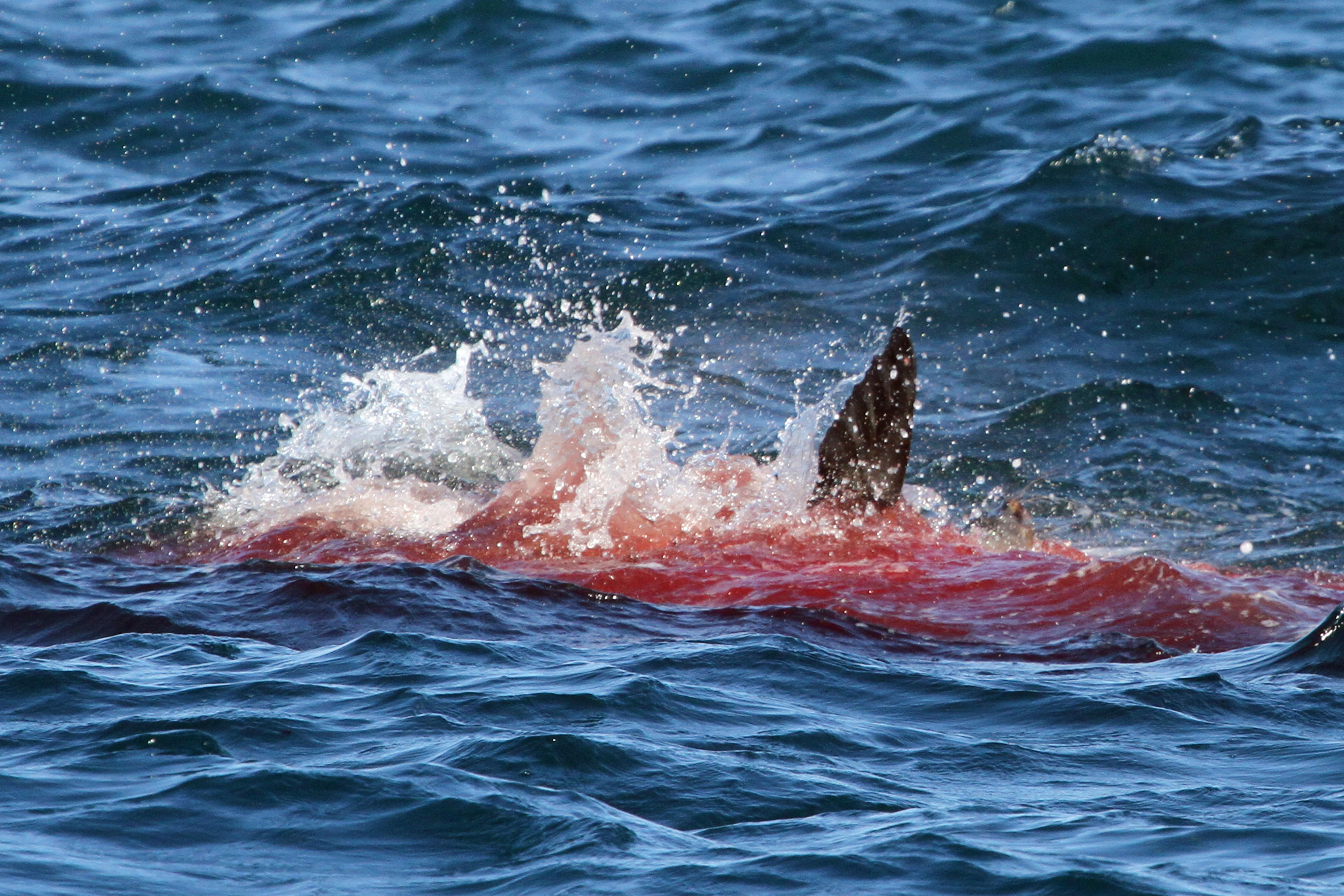
Un grande squalo bianco mentre aggredisce sott'acqua un leone marino.
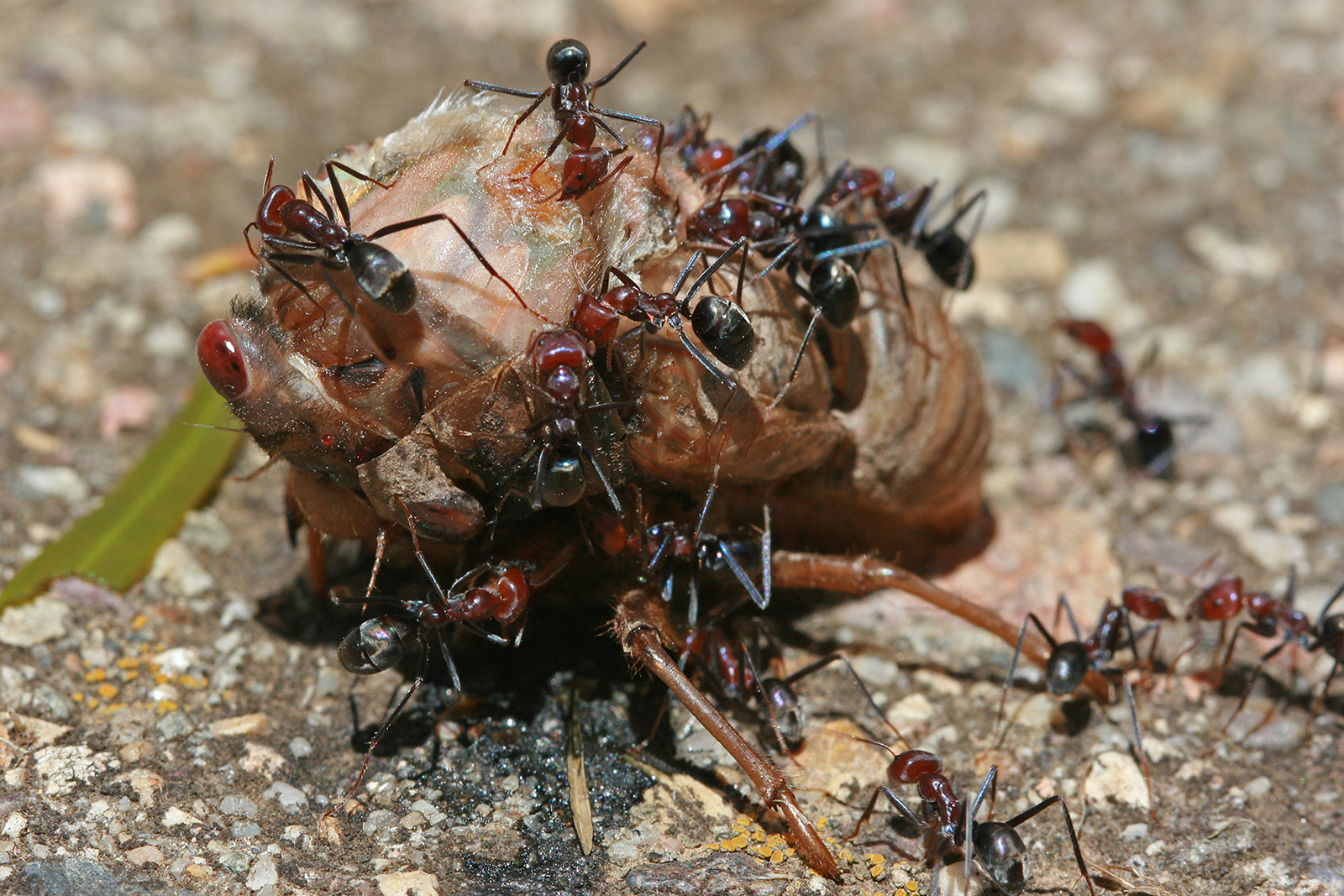
Formiche mentre divorano una cicala uccisa.
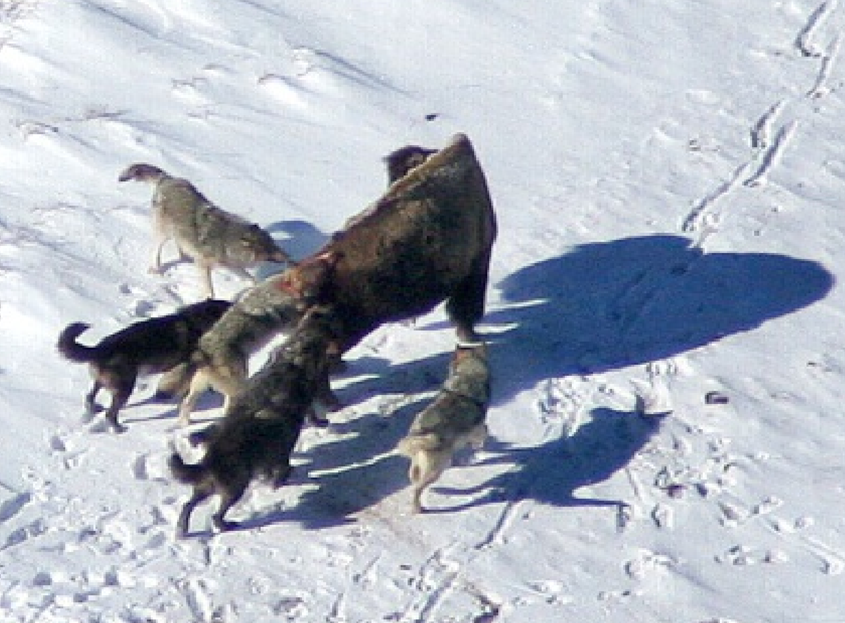
Quattro lupi attaccano un bisonte.
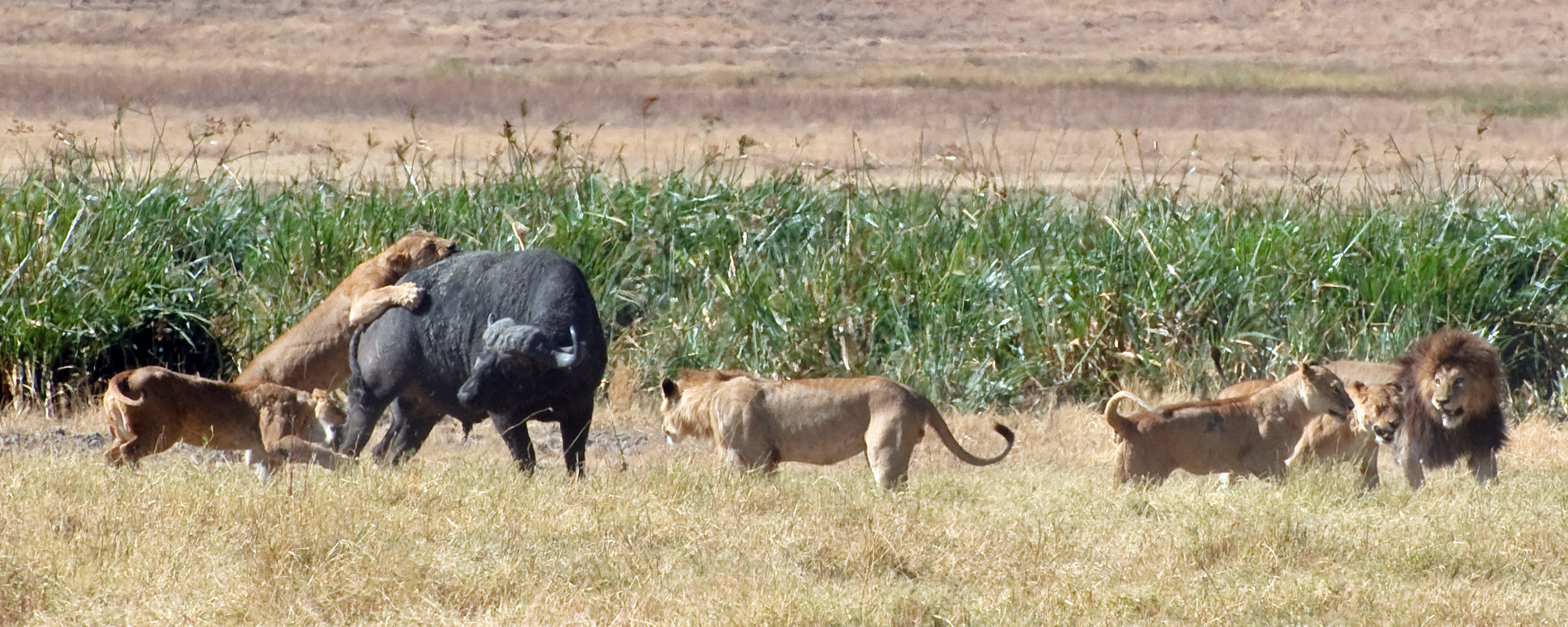
Sei leoni assalgono un bufalo.
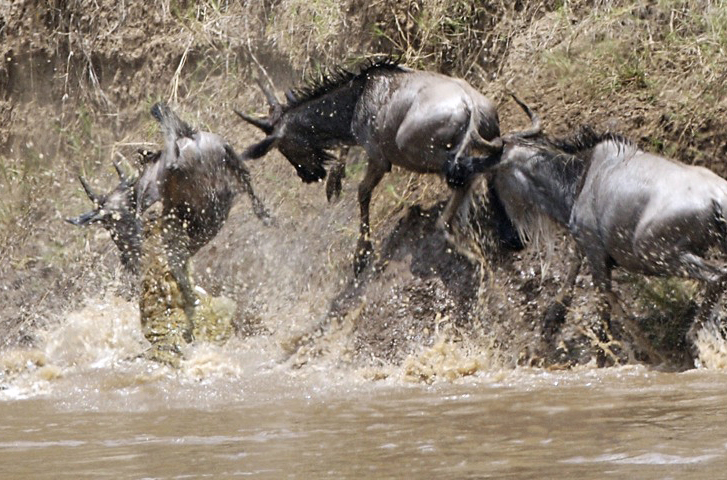
Un coccodrillo del Nilo attacca una mandria di gnu.
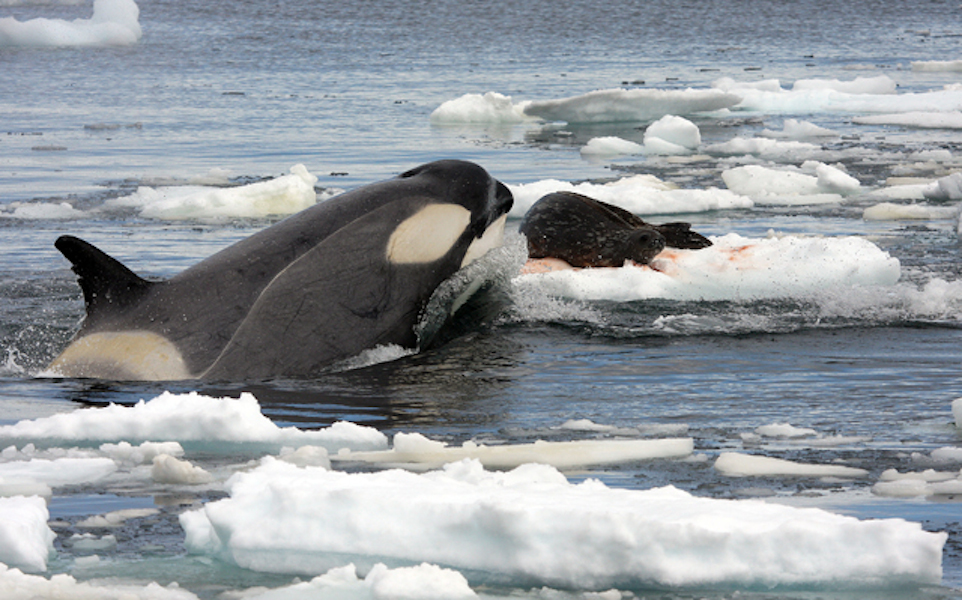
Un'orca tenta di mangiare una foca sul ghiaccio.
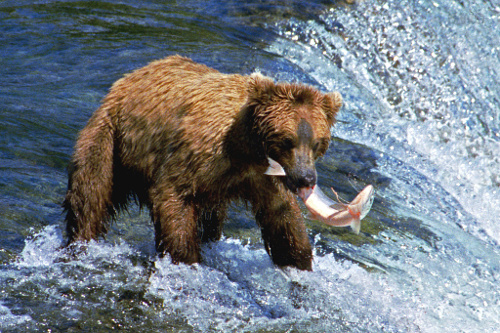
Un orso bruno con un salmone che ha appena pescato tra le fauci.
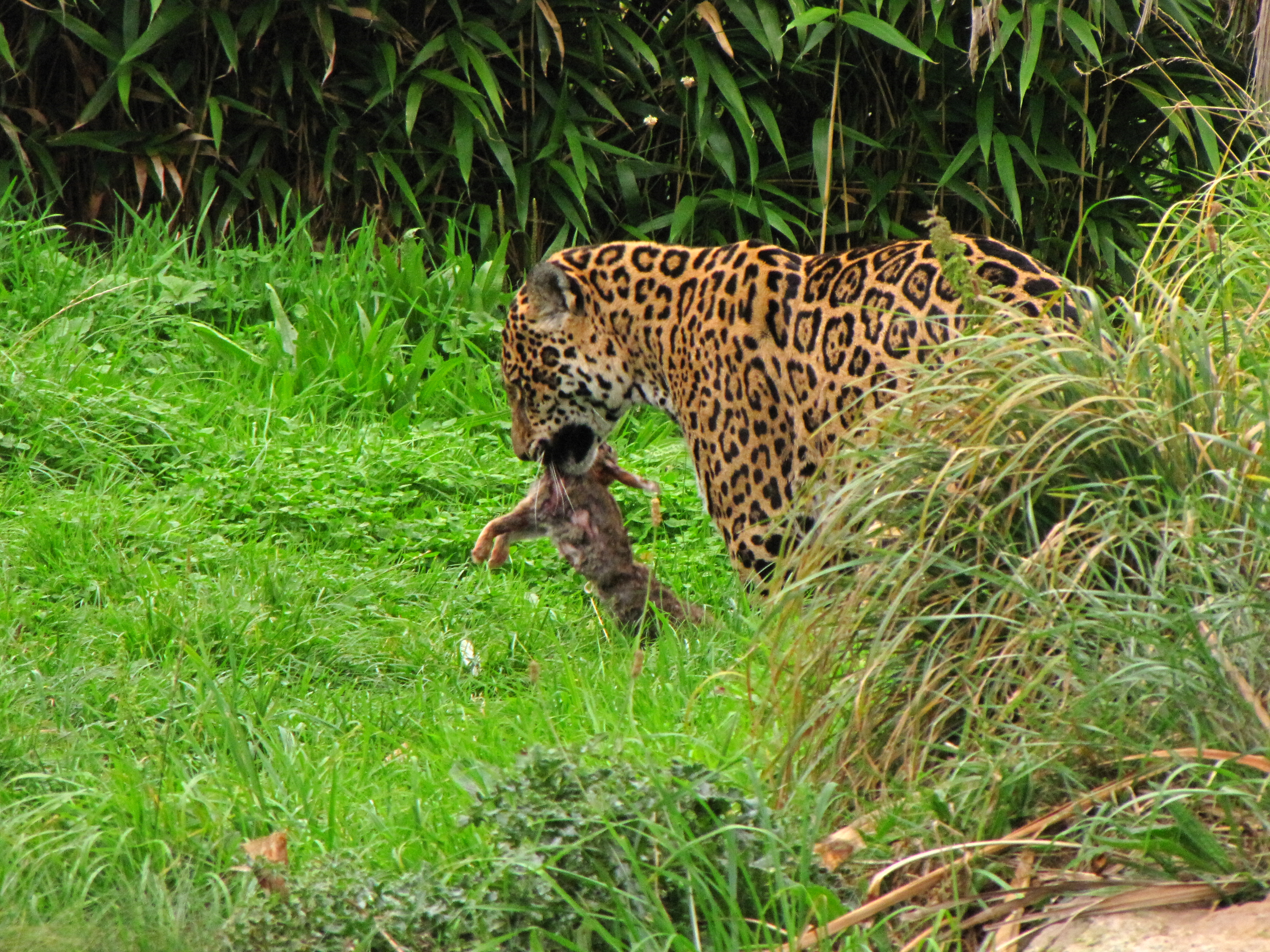
Un giaguaro intento a uccidere un coniglio.
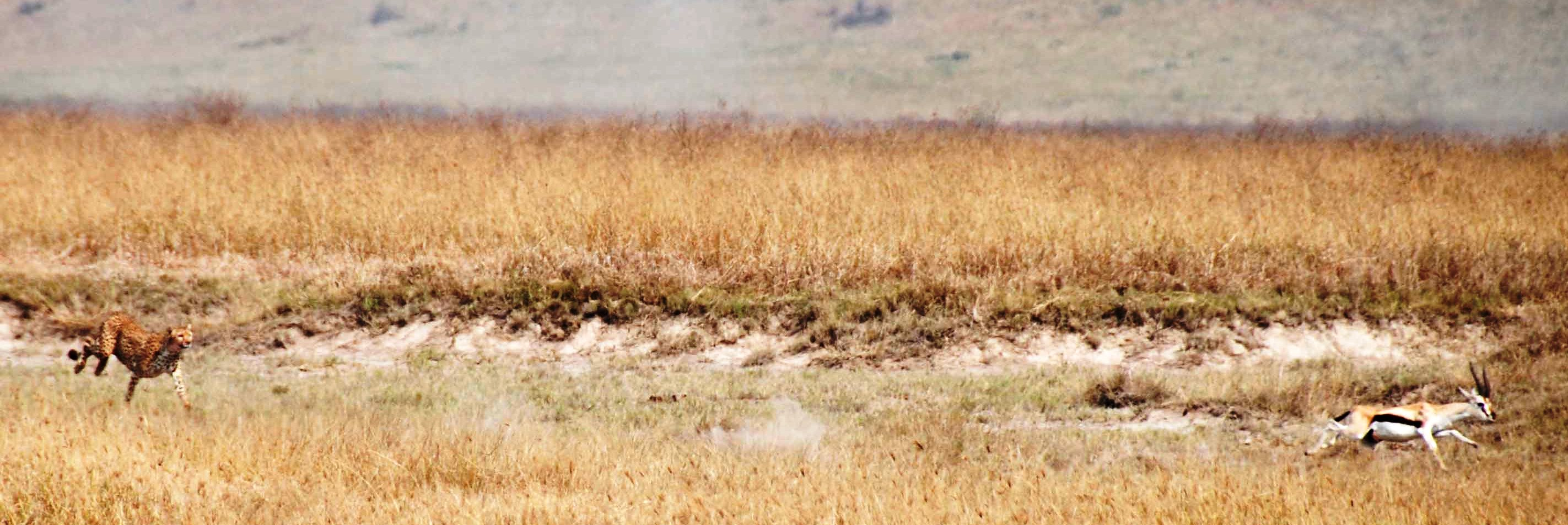
Una scena molto comune nell'immaginario collettivo: un ghepardo che insegue una gazzella di Thomson.
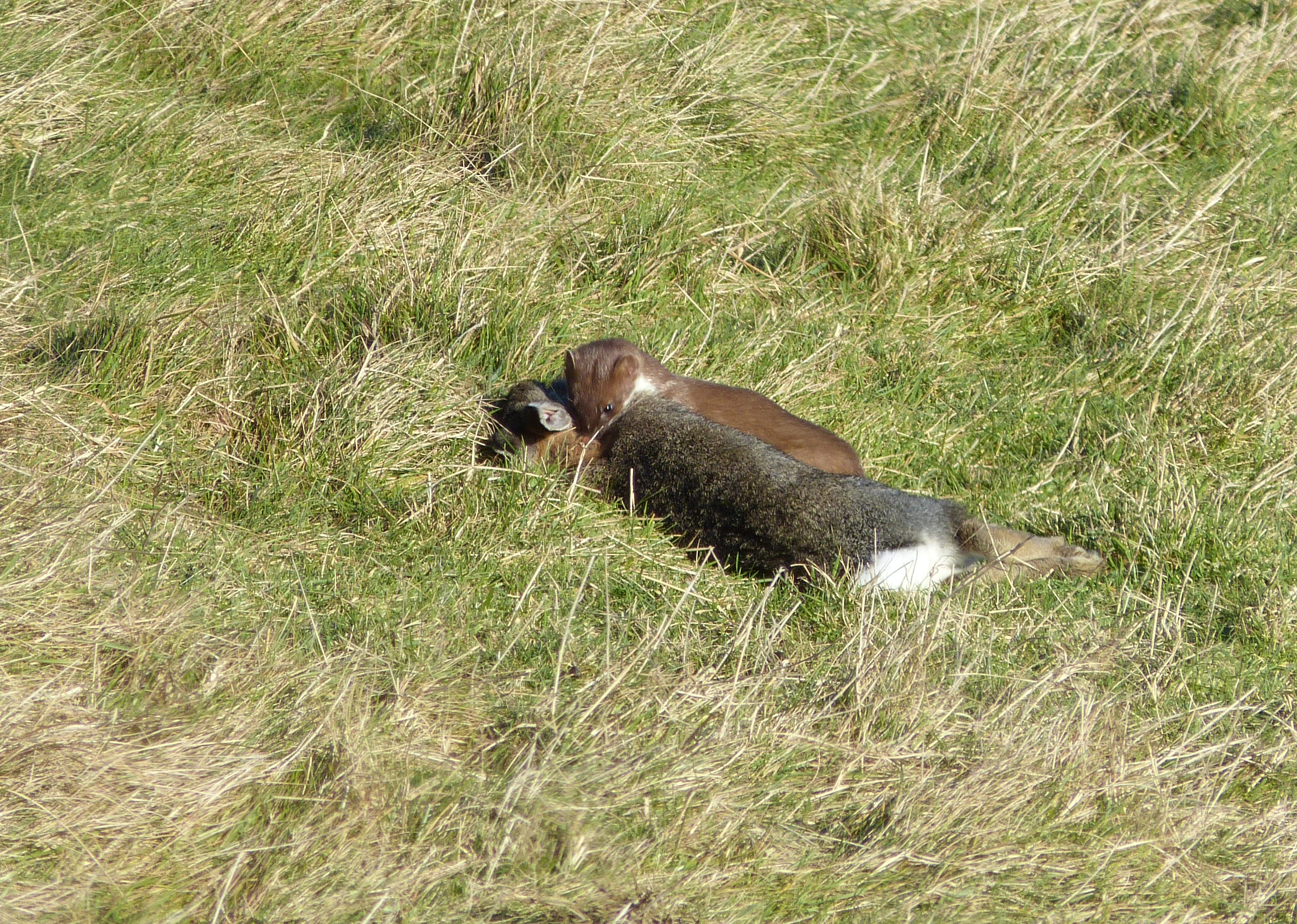
Un ermellino mentre uccide un coniglio.
- Un serpente di mare bocca gialla mentre divora un'anguilla del genere Gymnothorax.
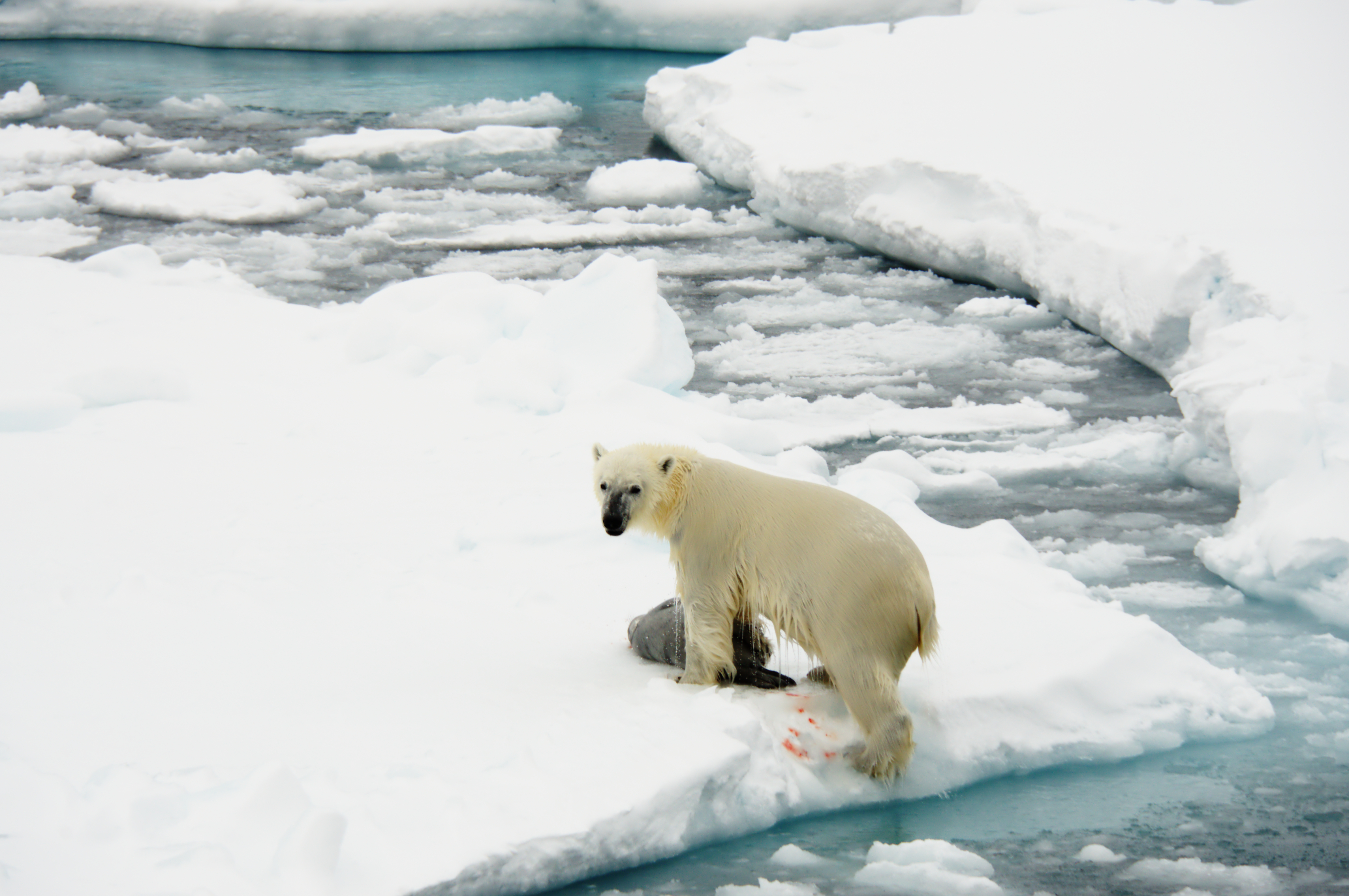
Un orso polare trascina il corpo di una foca della Groenlandia.
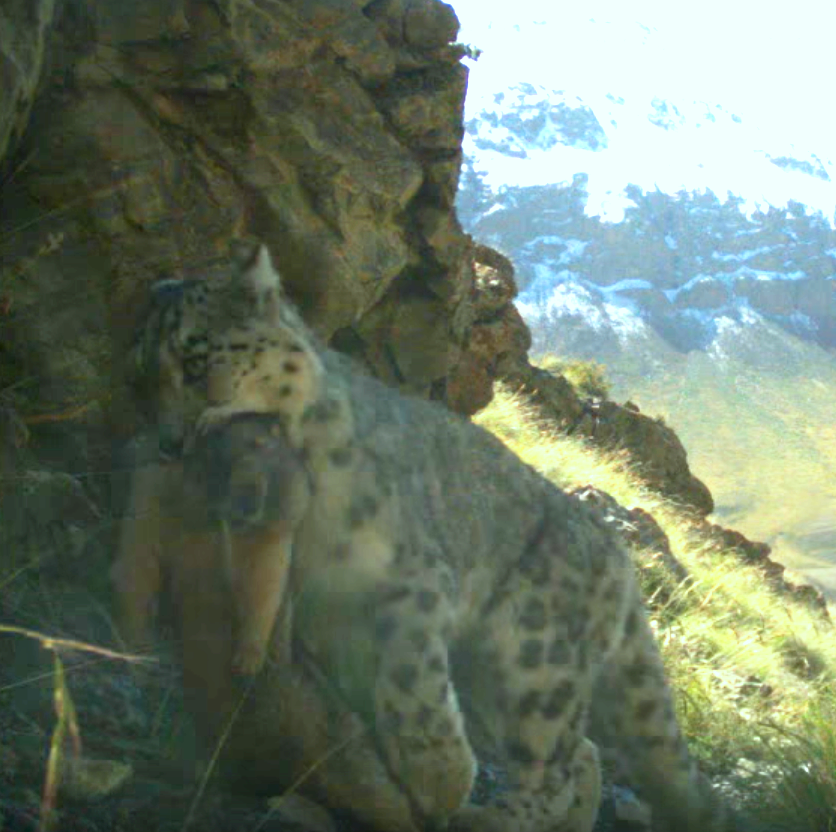
Un leopardo delle nevi trasporta la marmotta che ha appena ucciso.
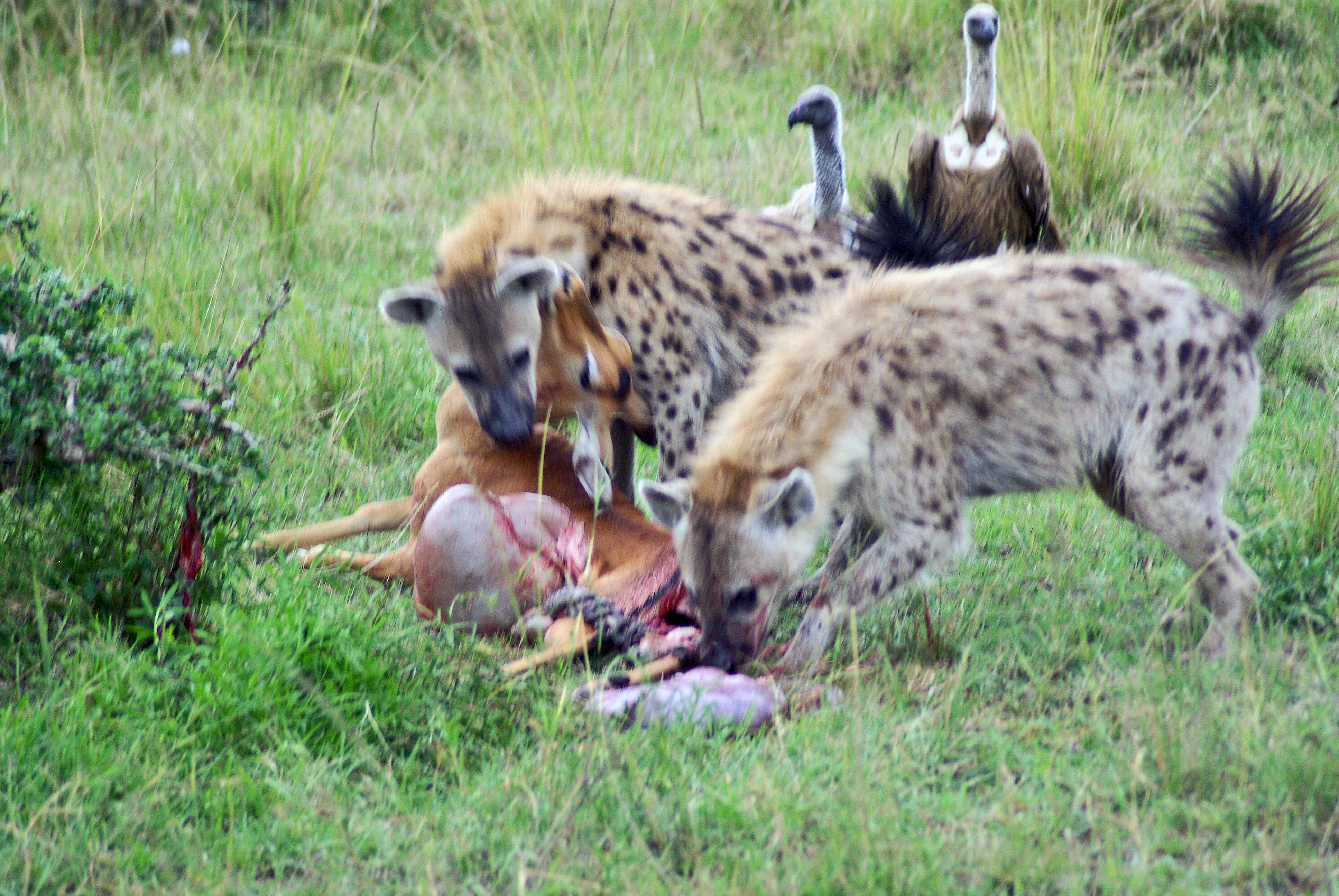
Due iene maculate divorano un impala da loro ucciso.
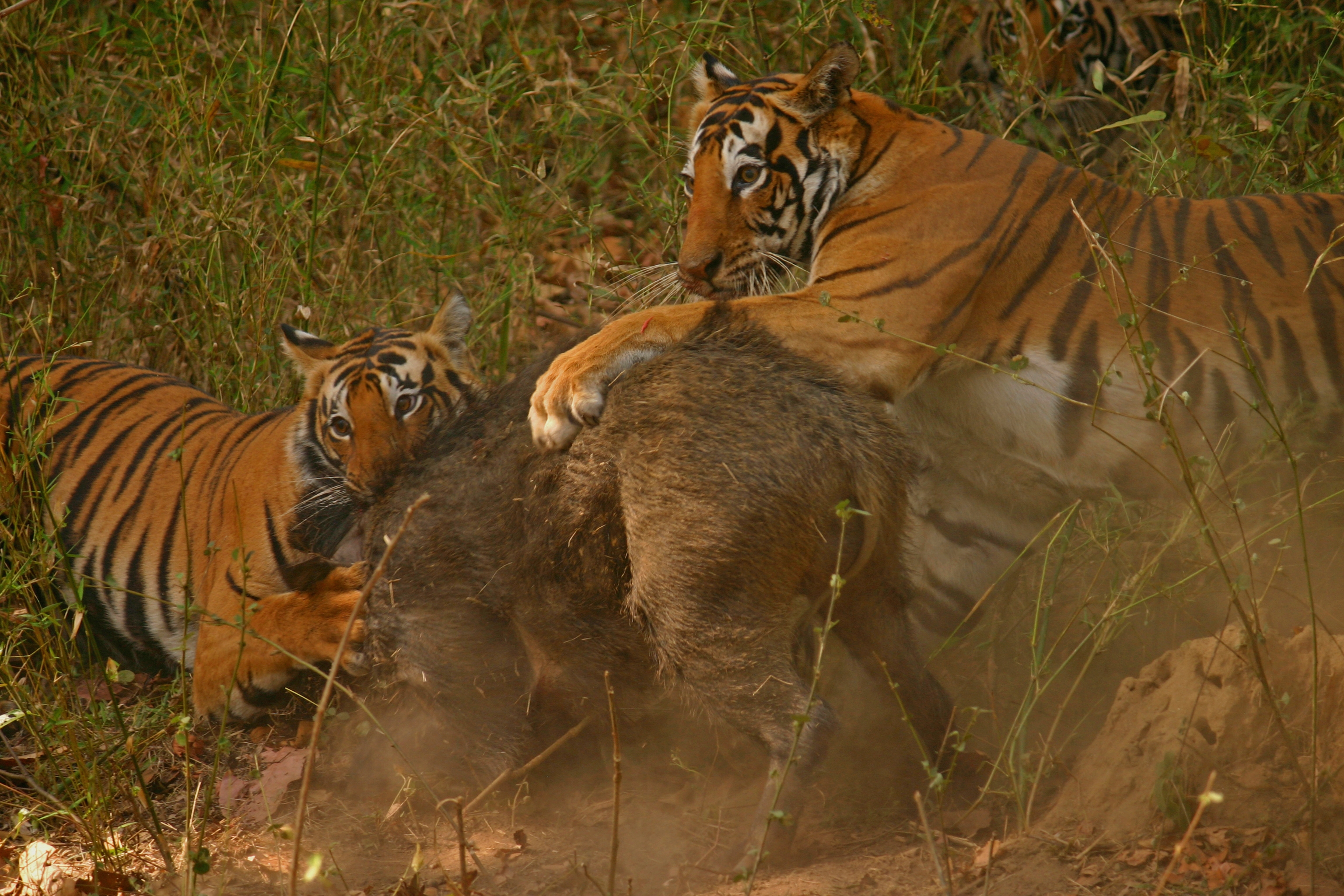
Due tigri impegnate nell'uccisione di un cinghiale.
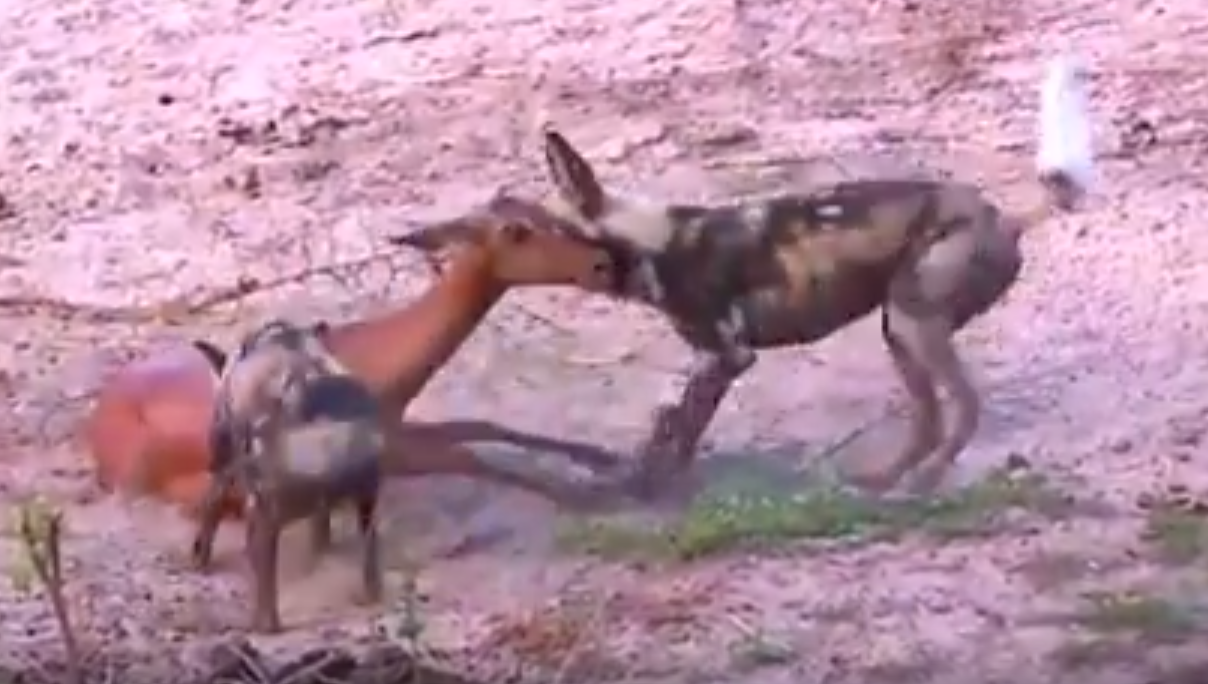
Due licaoni mentre sbranano un impala adulto.
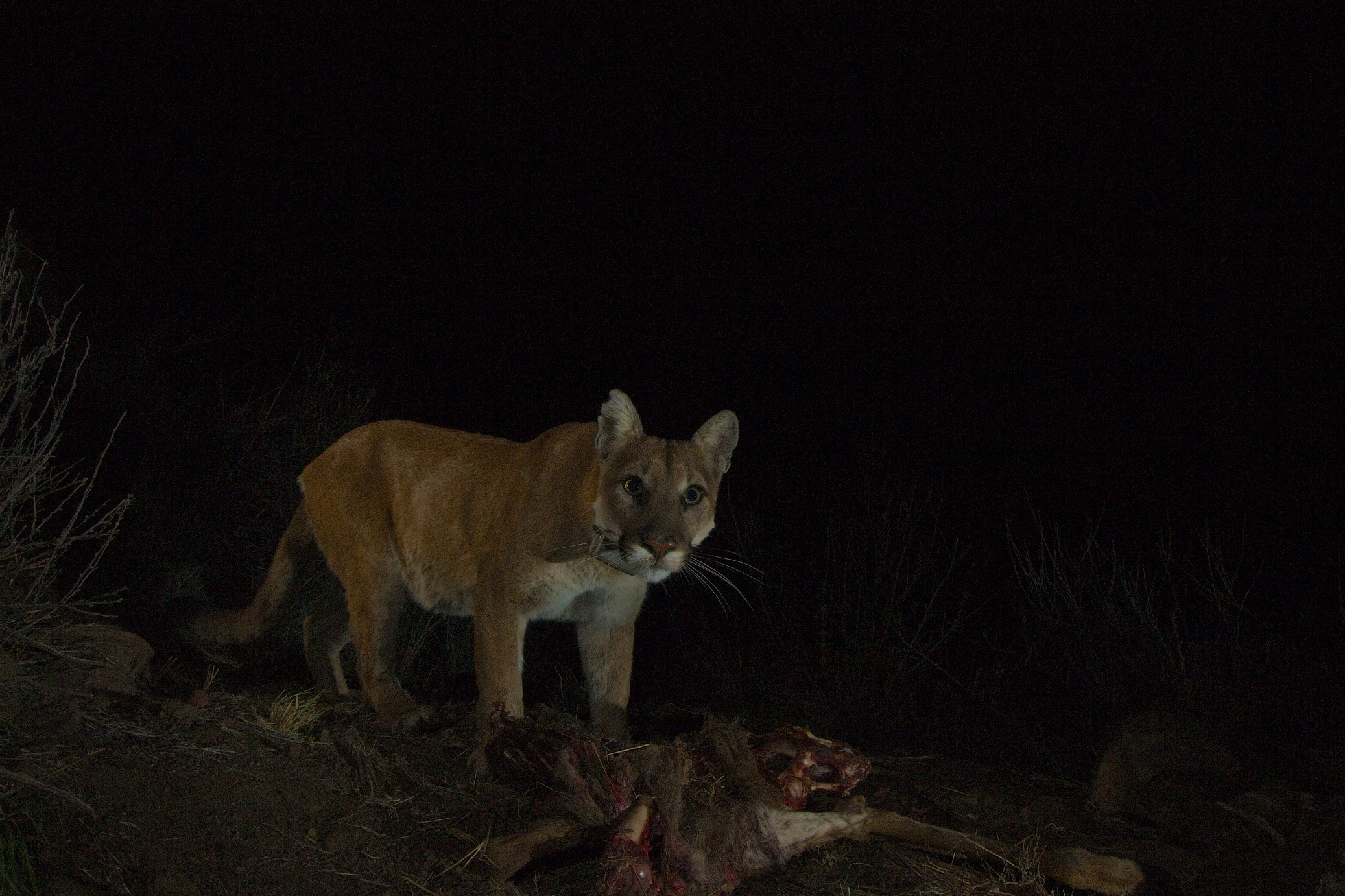
Un puma si appresta a divorare la carcassa del cervo mulo che ha ucciso.
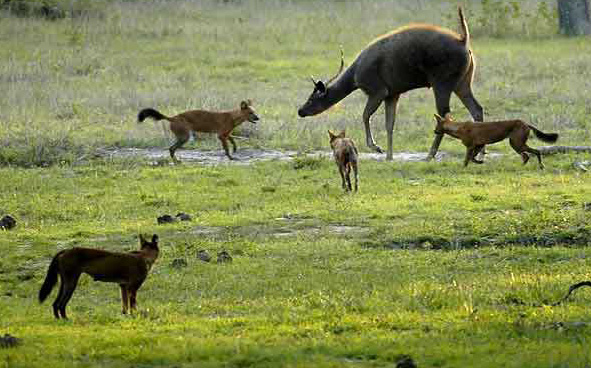
Un branco di 4 dhole (o cani selvatici indiani) mentre assalgono un sambar indiano.
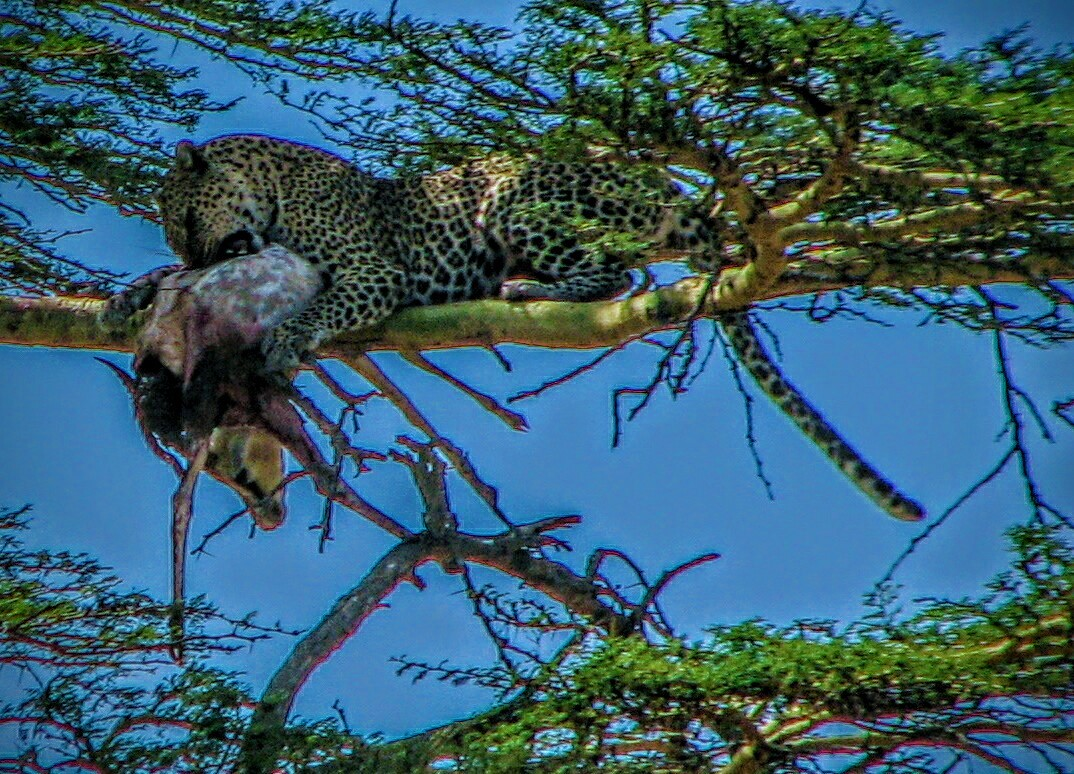
Un leopardo nasconde su un albero una gazzella di Thomson da lui uccisa.
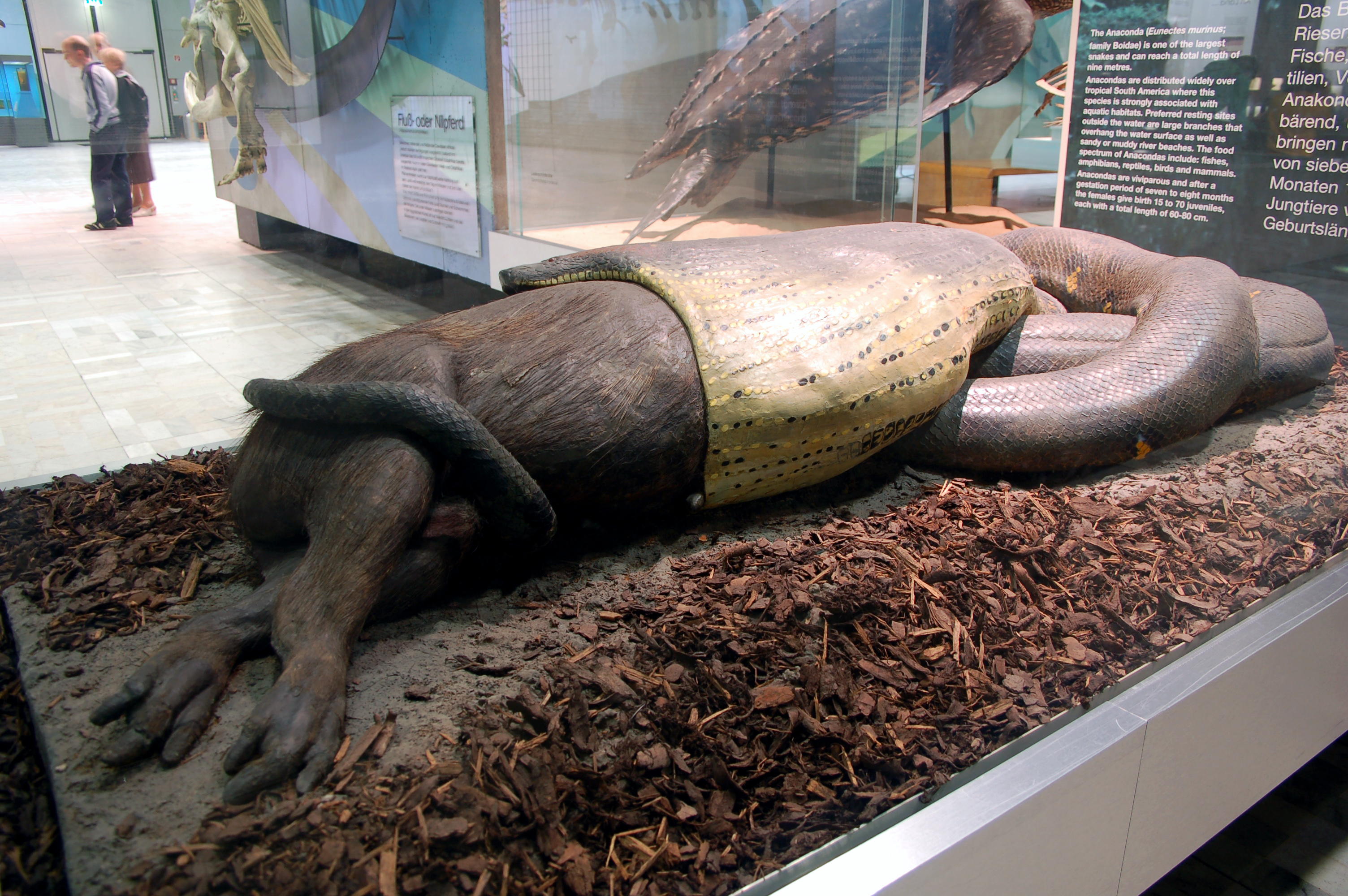
Un anaconda che divora un capibara (esemplari imbalsamati).